# Shalten Hato
Shalten Xexsters Tadeus Hato is sinds 18 maart 2022 minister van Justitie van Curaçao. Hij werd op 16 februari 1987 geboren te Otrobanda, Curaçao. Daarvoor was hij werkzaam bij de toelatingsorganisatie die onderdeel is van de justitiële keten op Curacao. Hij werd aan het begin van het jaar 2022 voorgedragen namens de Movementu Futuro Kòrsou (MFK) om minister te worden.

## Biografie
Na het afronden van de middelbare school verhuisde hij naar Nederland om rechten te studeren aan de Erasmus Universiteit Rotterdam. In 2016 rondde hij de master Staatsrecht af. In 2016 verhuisde Shalten terug naar Curaçao om als advocaat te werken voor een bekend advocatenkantoor op het eiland. Tijdens dit werk kwam hij in contact met de regering en vertegenwoordigde hij verschillende ministeries in juridische geschillen, waaronder het ministerie van Justitie van Curaçao. Shalten is sinds 2012 directeur Beleid & Juridische Zaken bij de toelatingsorganisatie binnen het ministerie van Justitie. Hij diende ook als de advocaat van dit directoraat voor alle juridische zaken.